# 黄帝陰符経
『黄帝陰符経』（こうていいんぷきょう）は、単に『陰符経』とも言い、道教の経典である。成立年代は不明。道蔵の洞真部に収める。

## 概要
伝説では黄帝の作とされるが、実際にいつ誰によって編纂されたかは不明である。7世紀に成立した『芸文類聚』が引用しているが、それ以前の書物には『陰符経』に関する言及が見られない。8世紀に李筌（りせん）が嵩山の石室で発見し、注を施したとされる。
なお「陰符」の書名自身は『史記』や『戦国策』で蘇秦が読んだ本として見え、兵法書であったらしい。『六韜』の中に陰符篇があり、秘密文書の意味で使っている。また『隋書』経籍志にも兵法の書として見える。しかし現在見られる『陰符経』の文章は兵法書のようでない。
本文は本によって異なるが極端に短く、400字前後の長さである。李筌の注とされるものは『黄帝陰符経集註』に見えるものと『黄帝陰符経疏』があるが、両者はまったく異なっている。これらが李筌によるかどうかは不明だが、前者は早い時期の注であって唐代のものである可能性があり、後者は時代が下ると考えられる。
唐末・五代以降に内丹が流行すると、『陰符経』の文章は内丹の立場から解釈され、『周易参同契』や『悟真篇』と並んで大いに流行するようになった。『悟真篇』自身が「陰符宝字逾三百、道徳霊文満五千」と言い、『陰符経』を『老子道徳経』と並べて持ちあげている。
儒学者も関心を持ち、朱熹は『陰符経考異』を著した（ただし末木恭彦は朱熹の門人である蔡元定の著とする）。その序文で、『陰符経』は文章から見て古書ではないだろうが、道を深くわきまえた人でなければ書けないものだと評価している。

## 内容
『陰符経』本文は抽象的でさまざまな解釈が可能である。また「五賊」「殺機」「人は万物の盗」のような一見物騒な独特の用語を用いている。
『陰符経』は全文を一章とするものと、上中下三章に分けるものがある。分ける方に従うと、上では天の性を人間が有していると言う。しかし人の心は善にも悪にも働き、そのために三要（注によると耳・目・口をいう）に注意して心を動かさないようにしなければならないという。中では天地と万物と人は互いに盗みあっているが、道理にあった適当なやり方で盗むのをよしとする。下では生死・恩害などが相対的であることを言い、愚かな者はその道理に迷うが、聖人は自然に従ってこれを制するという。